# Astylopsis arcuata
Astylopsis arcuata är en skalbaggsart som först beskrevs av Leconte 1878.  Astylopsis arcuata ingår i släktet Astylopsis och familjen långhorningar. Inga underarter finns listade.